# Prowadija

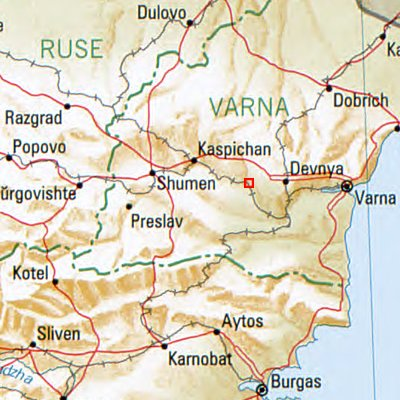
Prowadija (rotes Viereck) – Bulgarien – Nachbarorte: Kaspitschan, Dewnja, Warna, Ajtos, Preslaw, Schumen

Prowadija [proˈvadijɐ] (bulgarisch Провадия), auch Prawadi, ist eine Stadt in Nordostbulgarien, in der Oblast Warna. Sie ist das administrative Zentrum der gleichnamigen Gemeinde Prowadija.

## Geographie
Prowadija liegt in einer Gebirgsgegend am Fluss Prowadija, der bei Warna mündet.

## Geschichte
In der Nähe der Stadt wurden die Reste der ältesten stadtartigen Anlage auf europäischem Boden gefunden. Die Anlage war ummauert und bot etwa 350 Einwohnern Platz. Ruinen der teilweise mehrstöckigen Häuser stammen aus der Kupfersteinzeit zwischen 4700 bis 4200 v. Chr. Die Einwohner betrieben u. a. Handel mit Salzziegeln. 35 Kilometer entfernt davon war in den 1970er Jahren der bisher älteste Goldhort der Welt gefunden worden.
Die Stadt Prowadija selbst wurde wahrscheinlich während der Herrschaft des Byzantinischen Reiches über diese Region gegründet, als Schutz vor dem Eindringen der kriegerischen Stämme aus dem Norden (Awaren, Hunnen). Unter Byzanz hieß der Ort Prowat (für Durchgang oder Engstelle). Ende des 11. Jahrhunderts haben die Bulgaren den Ort Owetsch (bulg. Овеч; Wortstamm: Schaf) genannt, wahrscheinlich wegen der gut entwickelten Schafzucht in der Region.
Prowadija ist das mittelalterliche Provaton, wo die Ragusaner wichtige Handelsfaktoreien besaßen. Um 1388 eroberten es die Osmanen nach einer langen Belagerung. Die Eroberer nannten den Ort Prowadija oder auch türkisch Tasch Hisar (Hisar = Festung).
1829 wurde es von den Russen besetzt, von den Türken vergeblich belagert und dabei sehr beschädigt. Für kurze Zeit war Prowadija Kreiszentrum im 1878 gegründeten Fürstentum Bulgarien. Im Zuge der Verwaltungsreform von 1881 wurde sie Gemeindestadt. Im selben Jahr hatte die Stadt 4704 Einwohner.
Die Stadt ist seit 2006 Namensgeber für den Provadiya Hook, eine Landspitze von Greenwich Island in der Antarktis.

## Sehenswürdigkeiten
Im Stadtzentrum steht die 300 Jahre alte Moschee Tusun Bey (bulg. Тусун Бей).
In der Nähe der Stadt befinden sich Felsenklöster.

## Festung
Die Festung liegt oberhalb der Stadt, ist von allen Seiten von Felsen umgeben und wurde vom 4.–7. Jahrhundert n. Chr. benutzt. Danach wurde sie ca. ein Jahrhundert nicht benutzt. Ab dem 9. Jahrhundert war sie erneut bewohnt. Die Byzantiner nannten die Festung Prowatsch (griechisch Prowaton = Schaf-Festung), die Bulgaren Owetsch (eine wörtliche Übersetzung des griechischen Namens Prowaton) und die Osmanen Tasch Hisar. Unter den Bulgaren entstand neben der Festung die Siedlung. Nach dem Übertritt der Bulgaren zum Christentum wurde die Stadt auch Bischofssitz. Der schnelle Aufschwung der Stadt wurde begünstigt durch die relative Nähe zu den ersten beiden bulgarischen Hauptstätten Pliska und Preslaw – eine günstige geostrategische Lage. Diese Hauptstädte haben – wie heute – die Bevölkerung angezogen. Die Entfernung nach Warna beträgt nur 30 km. Warna war zwar bereits seit 681 n. Chr. bulgarisch, aber die Bulgaren wussten, dass sie im Falle eines byzantinischen Angriffes von See her die Stadt nicht würden halten können, da sie den über 2000 Schiffen – das entspricht 30.000 bis 40.000 Soldaten – der Byzantiner nichts entgegenzusetzen hatten. Deshalb bauten sie eine Festung weiter landeinwärts aus – die Festung im heutigen Prowadija – um dem byzantinischen Heer auf ihrem Weg in die bulgarischen Hauptstädte Pliska und Preslaw (80–100 km von Warna) und Weliko Tarnowo (200 km von Warna) etwas entgegensetzen zu können. Während die Osmanen die Festung zwei Wochen lang vergeblich belagerten, hatten die Bulgaren ausreichend Zeit, ihr Heer zu sammeln.
1278 haben so zwei byzantinische Armeen (5000 und 10.000 Kämpfer; Heerführer Aprin bzw. Murin) eine schwere Niederlage gegen den bulgarischen Zaren Iwajlo erlitten, als sie versuchten an der Festung vorbei zu den Balkanpässen zu gelangen und dabei in die Zange genommen wurden von den Truppen aus der Festung und dem anrückenden bulgarischen Heer. Warna wurde in der Folge sehr häufig von den Byzantinern eingenommen und beherrscht. Erst 1202, als Kalojan fast ganz Thrakien beherrscht, wurde Warna endgültig bulgarisch. Die Festung wurde von Zar Kalojan und seinem Bruder Petar II. benutzt. Im Jahre 1366 waren hier drei bekannte Ritter gefangen, der bekannteste war der Marschall von Burgund. Es wurden 2400 Goldstücke Lösegeld für sie bezahlt. 1388 wurde die Festung von den Osmanen eingenommen, die sie mit 30.000 Mann unter Lala Schachin belagerten. Nach einem geschlossenen Friedensvertrag drangen sie nachts wortbrüchig in die Stadt ein und nahmen sie nach sehr verlustreichen Kämpfen ein.
Nach einem Aufstand der Bulgaren war die Festung ab 1409 für ca. drei Jahre wieder in bulgarischer Hand. Ende des 17. Jahrhunderts wurde die Festung endgültig aufgegeben. Die Osmanen brauchten sie nicht mehr, da sie nun tief im Inneren des Osmanischen Reiches lag und keine Bedeutung für die Verteidigung der Grenzen an der Donau hatte.